# Taczanowski's lijster
De Taczanowski's lijster (Turdus leucops) is een zangvogel uit de familie lijsters (Turdidae).

## Verspreiding en leefgebied
Deze soort komt voor in Bolivia, Brazilië, Colombia, Ecuador, Guyana, Peru en Venezuela.